# Сільві
Сільві (італ. Silvi) — муніципалітет в Італії, у регіоні Абруццо, провінція Терамо.
Сільві розташоване на відстані близько 155 км на північний схід від Рима, 65 км на схід від Л'Аквіли, 35 км на схід від Терамо.
Населення — 15 571 особа (2014).
Щорічний фестиваль відбувається 29 травня. Покровитель — San Leone.

## Демографія
Населення за роками:

Станом на 1 січня 2023 року в муніципалітеті офіційно проживало 1168 іноземців з 61 країни, серед них 391 громадянин країн Євросоюзу та 36 громадян України.

## Сусідні муніципалітети
- Атрі
- Читта-Сант'Анджело
- Пінето